# An-Nahda (Aleppo)
An-Nahda (arab. النهضة) – wieś w Syrii, w muhafazie Aleppo, w dystrykcie Al-Bab. W 2004 roku liczyła 264 mieszkańców.